# Berzano di Tortona
Berzano di Tortona (piemontesisch Bërsòu) ist eine italienische Gemeinde in der Provinz Alessandria (AL), Region Piemont.

## Lage und Einwohner
Die Gemeinde Berzano di Tortona liegt 33 km östlich von der Provinzhauptstadt Alessandria auf einer Höhe von 270 m über dem Meeresspiegel. Das Gemeindegebiet umfasst eine Fläche von 2,91 km² und hat 159 (Stand 31. Dezember 2023) Einwohner.
Die Nachbargemeinden sind Monleale, Sarezzano, Viguzzolo und Volpeglino.

## Geschichte

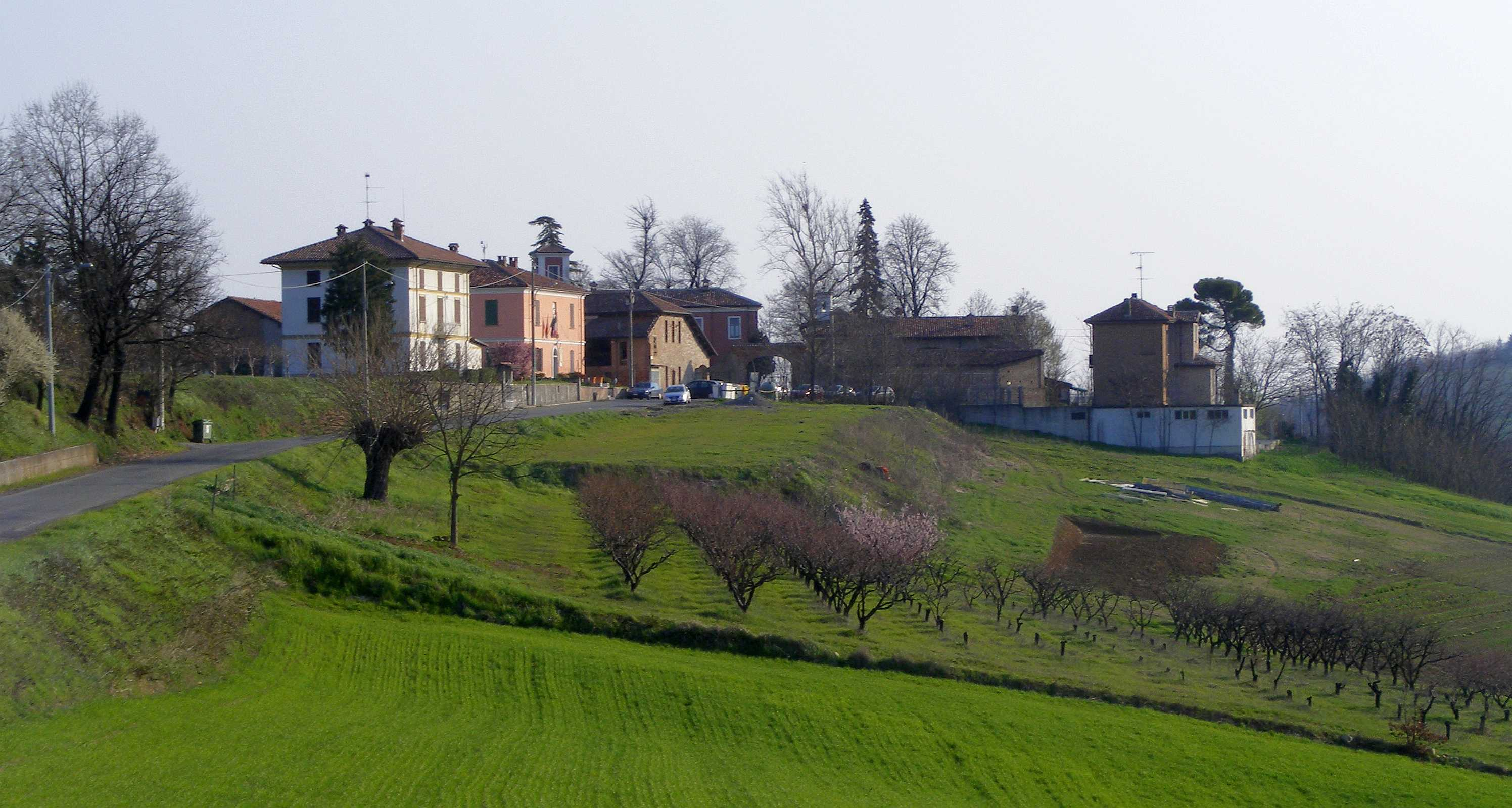
Panorama

Sein Name, der in der Vergangenheit in den Begriffen „Brexanus“, „Berizanus“, „Berzanus“, „Bericanus“ vorkam, leitet sich vom Prädial das auf den männlichen Namen BERCIUS oder auf den römischen Namen „Briccius“ angewendet wurde sowie zu seinen Varianten „Britius“, „Brittius“, „Brictius“ und „Brutius“. 
Über die ersten historischen Ereignisse gibt es nur wenige Informationen. Es wurde im Mittelalter erbaut und war zu dieser Zeit bis 1818 im Besitz der nahegelegenen Gemeinde Tortona, dem Jahr, in dem seine Unabhängigkeit wiederhergestellt wurde. Ungefähr ein Jahrhundert später, im Jahr 1928, während der faschistischen Zeit, wurde es mit der Zusammenlegung zur Gemeinde Volpedo erneut der externen Gerichtsbarkeit unterstellt. Seine vollständige Autonomie erlangte es fast zwanzig Jahre später, im Jahr 1947.

## Sehenswürdigkeiten
Zu den Wahrzeichen seiner Vergangenheit gehört der antike Bussetti-Boniforte-Palast in Cortemagno, an den sich die Adelskapelle anschließt.